# Wilhelm von Bode

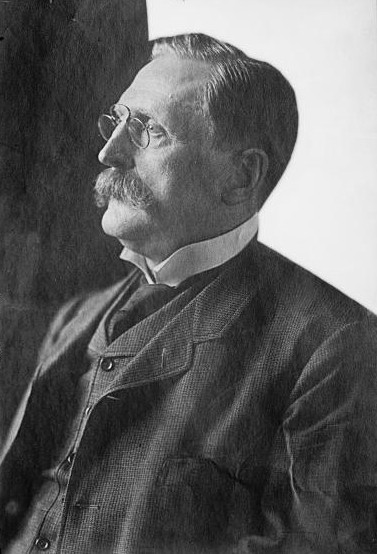
1909. november 7-én készült fényképe

Wilhelm von Bode (Calvörde, 1845. december 10. – Berlin, 1929. március 1.) porosz művészettörténész.

## Tudományos pályafutása
1872-től a berlini múzeumok munkatársa:
- 1880-tól a képtár Gemäldegalerie (Berlin) igazgatója volt,
- 1904-ben megalapította a Kaiser-Friedrich-Museumot,
- 1906–1920 között ő volt a berlini állami műgyűjtemények főigazgatója.

## Fontosabb művei
Főképp az itáliai reneszánszról, valamint a németalföldi és holland festészetről írt tanulmányai jelentősek. Rembrandt és kortársai (Rembrandt und seine Zeitgenossen, 1906) című tanulmánya mérföldkő a korábban lenézett barokk művészet elfogadása és megbecsülése felé vezető úton.
Egyéb, fontosabb művei:
- Geschichte der deutschen Plastik (1885)
- Italienische Bildhaurer der Renaissance (1887)
- Rembrandt 1–8. (C. Hofstede de Groottal közösen, 1897–1906)
- Fiorentiner Bildhaurer der Renaissance (1902)
- Die Meister der hollandischen und flämischen Malerschulen (1917)
- Mein Leben (önéletrajz 1-2., 1930)

## Magyarul megjelent művei
- Rembrandt és a XVII. századi holland mesterek; ford., szerk. Eisler János; TKK, Debrecen, 2006

## Emlékezete
Az általa alapított Kaiser-Friedrich-Museum ma az ő nevét viseli (Bode Múzeum)